# Либерализация экономики
Либерализация экономики (или экономическая либерализация) — это ослабление государственного регулирования и ограничений в экономике, с целью расширить участие частных компаний. В политике эта доктрина связана с классическим либерализмом и неолиберализмом. Можно сказать, что либерализация — это «устранение контроля» для поощрения экономического развития.
Многие страны шли по пути экономической либерализации в 1980-х, 1990-х и в XXI веке, заявляя целью сохранение или повышение своей конкурентоспособности и улучшение деловой среды. Политика либерализации может включать или часто включает частичную или полную приватизацию государственных предприятий, учреждений и активов, большую гибкость рынка труда, снижение налогов, уменьшение ограничений как для отечественного, так и для иностранного капитала, открытые рынки и так далее. Бывший премьер-министр Великобритании Тони Блэр в 2005 году писал: «Успех придёт к тем компаниям и странам, которые быстро адаптируются, медленно жалуются, открыты и готовы меняться. Задача современных правительств состоит в том, чтобы гарантировать, что наши страны могут принять этот вызов».
В развивающихся странах либерализация экономики часто обозначает «открытие» экономики для иностранного капитала и инвестиций. Бразилия, Китай и Индия смогли войти в число самых быстрорастущих экономиками мира отчасти благодаря либерализации своей экономики в пользу иностранного капитала.
В настоящее время у многих стран, особенно в странах третьего мира, возможно, не было другого выбора, кроме как либерализировать свою экономику (передать ключевые отрасли промышленности в собственность иностранцев), чтобы оставаться конкурентоспособными в привлечении и удержании как своих внутренних, так и иностранных инвестиций. Это называется TINA factor, что означает «нет альтернативы». Например, в Китае после Культурной революции и в 1991 году у Индии не было иного выбора, кроме как провести либерализацию экономики. На Филиппинах во время правления президента Бенигно Акино III была предпринята неудачная попытка изменить конституцию 1987 года, в частности, поправки включали в себя отмену экономически ограничительных положений.
Противоположностью либерализованной экономики являются такие экономики, как северокорейская с её «самодостаточной» экономической системой, закрытой для свободной внешней торговли и инвестиций (см. автаркию). Однако Северная Корея не полностью отделена от мировой экономики, поскольку активно торгует с Китаем и, в меньшей степени с Россией, создаёт с этими странами совместные предприятия, на которых заняты северокорейские рабочие, а также получает помощь от других стран в обмен на мир и ограничения своих ядерных и ракетных программ.

## Либерализация услуг
Сектор услуг, вероятно, является наиболее либерализованным. Либерализация даёт сектору услуг возможность конкурировать на международном уровне, способствуя росту ВВП и увеличивая поступление иностранной валюты. Таким образом, экспорт услуг является важной частью стратегий роста многих развивающихся стран. ИТ-услуги Индии стали конкурентоспособными на глобальном уровне, поскольку многие западные компании передали часть функций на аутсорсинг в Индию, где затраты (особенно заработная плата) ниже. При этом, если поставщики услуг в развивающихся странах не достаточно конкурентоспособны, чтобы добиться успеха на мировых рынках, иностранные компании будучи привлечены к инвестированию, приносят с собой международный «передовой опыт» и более совершенные навыки и технологии. Появление иностранных поставщиков услуг может также привести к улучшению качества услуг для внутренних потребителей, повышению эффективности и конкурентоспособности отечественных поставщиков услуг, а также просто к привлечению ПИИ/иностранного капитала в страну. Некоторые исследования показывают, что снижение барьеров в торговле услугами на 50 % в течение пяти-десяти лет приведёт к глобальному росту экономического благосостояния примерно на 250 миллиардов долларов в год

## Либерализация в развивающихся странах
см. Развивающиеся страны

## Риски либерализации
Либерализация сопряжена со значительными рисками, которые требуют тщательного управления экономикой посредством соответствующего регулирования со стороны правительств. Существует риск, что иностранные поставщики вытеснят отечественных, в таком случае либерализация вместо того, чтобы привести к инвестициям и передаче технологий, позволит иностранным поставщикам и акционерам «извлекать прибыль для себя, вывозя деньги из страны». Таким образом, часто утверждается, что защита национальной экономики необходима для того, чтобы отечественные компании могли развиться до того, как столкнутся с международной конкуренцией. Эту точку зрения поддерживает антрополог Мишель-Рольф Труйо, который утверждает, что нынешняя рыночная система вовсе не является свободным рынком, а скорее приватизированным, частным рынком. Другие потенциальные риски, возникающие в результате либерализации, включают:
- Риски нестабильности финансового сектора в результате глобального заражения[англ.][9]
- Риск утечки мозгов[9]
- Риск ухудшения состояния окружающей среды[9]
- Риск роста долговой спирали из-за снижения налоговых поступлений среди других экономических проблем.
- Риск усиления неравенства по расовому, этническому или гендерному признаку. Например, по словам антрополога Лилу Абу-Лугод, наблюдается усиление гендерного неравенства на новых рынках, поскольку женщины теряют возможности трудоустройства, существовавшие до либерализации рынка.

Однако исследователи из таких аналитических центров как Overseas Development Institute, утверждают, что преимущества либерализации экономики перевешивают риски, которые можно снизить благодаря тщательному регулированию. Например, существует риск того, что частные провайдеры «снимут сливки» с самых прибыльных клиентов и перестанут обслуживать определённые убыточные группы потребителей или географические районы. Такая проблема может быть решена с помощью регулирования и обязательств по универсальному обслуживанию, прописанных в контрактах или лицензировании, что позволит избежать подобных ситуаций. Конечно, это сопряжено с риском того, что этот барьер для входа будет препятствовать выходу на рынок международных конкурентов (см. Дерегулирование). Примеры такого подхода включают Хартию финансового сектора Южной Африки или ситуация с индийскими медсёстрами, которые активно продвигали свою профессию в самой Индии, что привело к быстрому росту спроса на сестринское образование, а затем и к росту предложения услуг индийских медсестёр как в самой Индии, так и за её пределами.

## Теория дискурсивного доминирования
Проведение экономических реформ в первую очередь, а затем их отмена или поддержание являются функцией определённых факторов, наличие или отсутствие которых будет определять результат.
Шарма[кто?] объясняет (2011) все такие факторы и выдвигает теорию дискурсивного доминирования, чтобы проиллюстрировать причинный механизм. Теория утверждает, что экономические реформы становятся устойчивыми, когда дискурсивные условия, преобладающие в обществе, в исключительных обстоятельствах отклоняются от существующей парадигмы. На примере Индии он демонстрирует, что экономические реформы стали устойчивыми после 1991 года из-за дискурсивного доминирования либерализационного дискурса. Он показывает, что восемь факторов, ответственных за создание дискурсивных условий в пользу экономических реформ, преобладали в Индии в операционной среде[что?] после 1991 года.
Этими восемью факторами являются:
преобладающее мнение международной интеллигенции,
иллюстративные страновые примеры,
исполнительная ориентация,
политическая воля,
степень и предполагаемые причины экономического кризиса,
отношение со стороны донорских агентств и
предполагаемые результаты экономических реформ.
Другими словами, Теория дискурсивного доминирования устойчивости экономических реформ утверждает, что, если сторонники либерализации не будут доминировать в дискурсе развития, экономические реформы, инициированные в условиях кризиса и условий или проводимые убежденным руководителем с или без стимула со стороны кризис, будет обращено вспять.
Теория автора достаточно обобщаема и применима к другим странам, осуществившим экономические реформы в 1990-х годах, например, к России эпохи Ельцина.